# Catharinahoeve (Vierpolders)

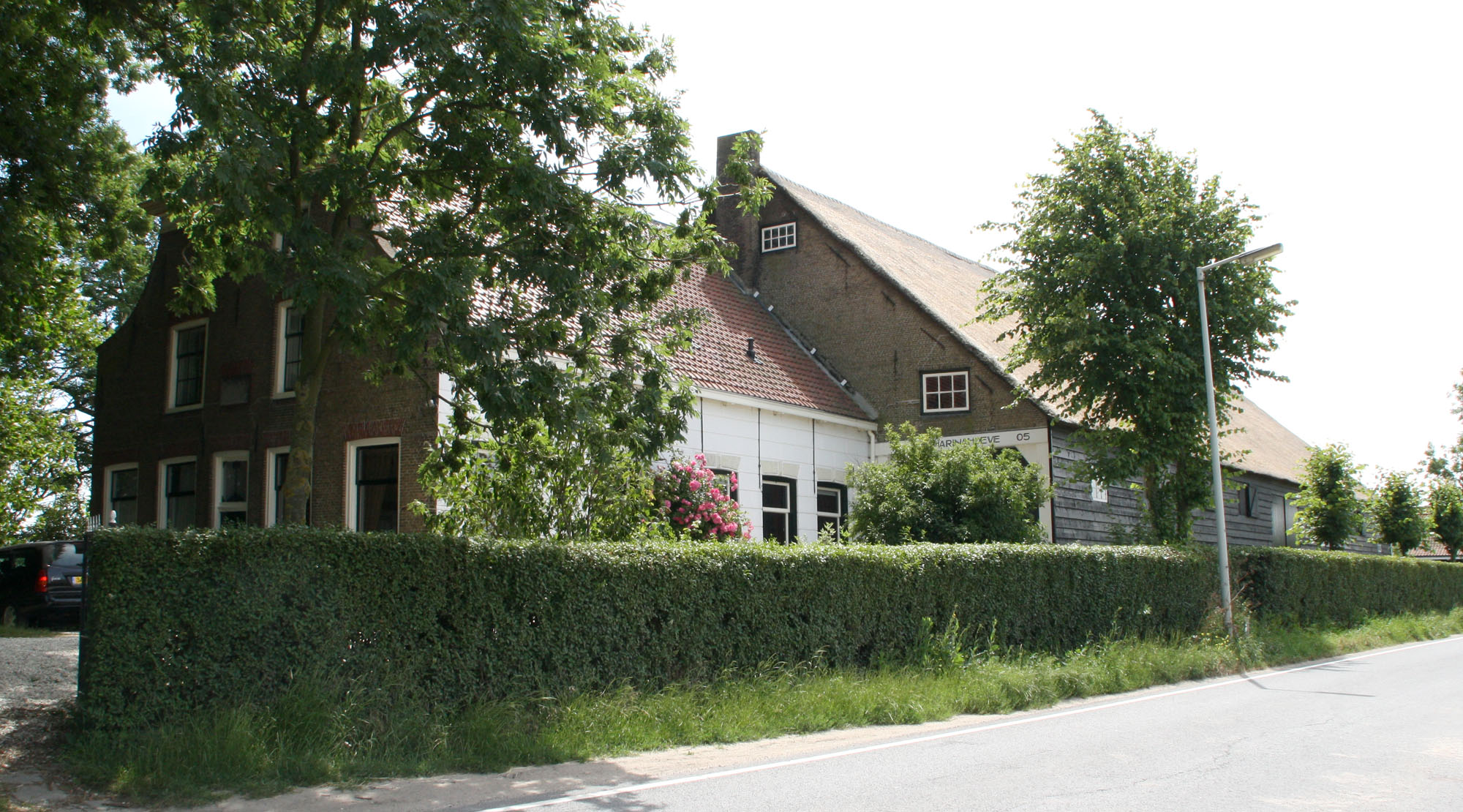
Zijaanzicht van de boerderij.

De Catharinahoeve is een monumentale boerderij in het dorp Vierpolders in de Nederlandse provincie Zuid-Holland. Blijkens een gevelsteen is de boerderij gebouwd in 1805. De eerste steen is gelegd door Hugo Touw. In het woonhuis is een 19e-eeuws tegeltableau aanwezig met voorstellingen van kastelen, vissers, schaatsenrijders en de landbouw.
Van 1872 tot 1938 behoort de hoeve tot de familie Scheijgrond. Willem Scheijgrond verkoopt de hoeve in 1938 omdat hij geen opvolger heeft. In het raadsverslag van de gemeente Vierpolders wordt het vertrek van het raadslid Willem Scheijgrond en het feit dat de hoeve in andere handen overgaat als een dubbel verlies gezien. In 1958 overlijdt hij.
Op 11 oktober 1966 is de hoeve ingeschreven als rijksmonument. Sinds 2012 is boerderij in gebruik als zorgboerderij.

## Afbeeldingen van de hoeve in 1972

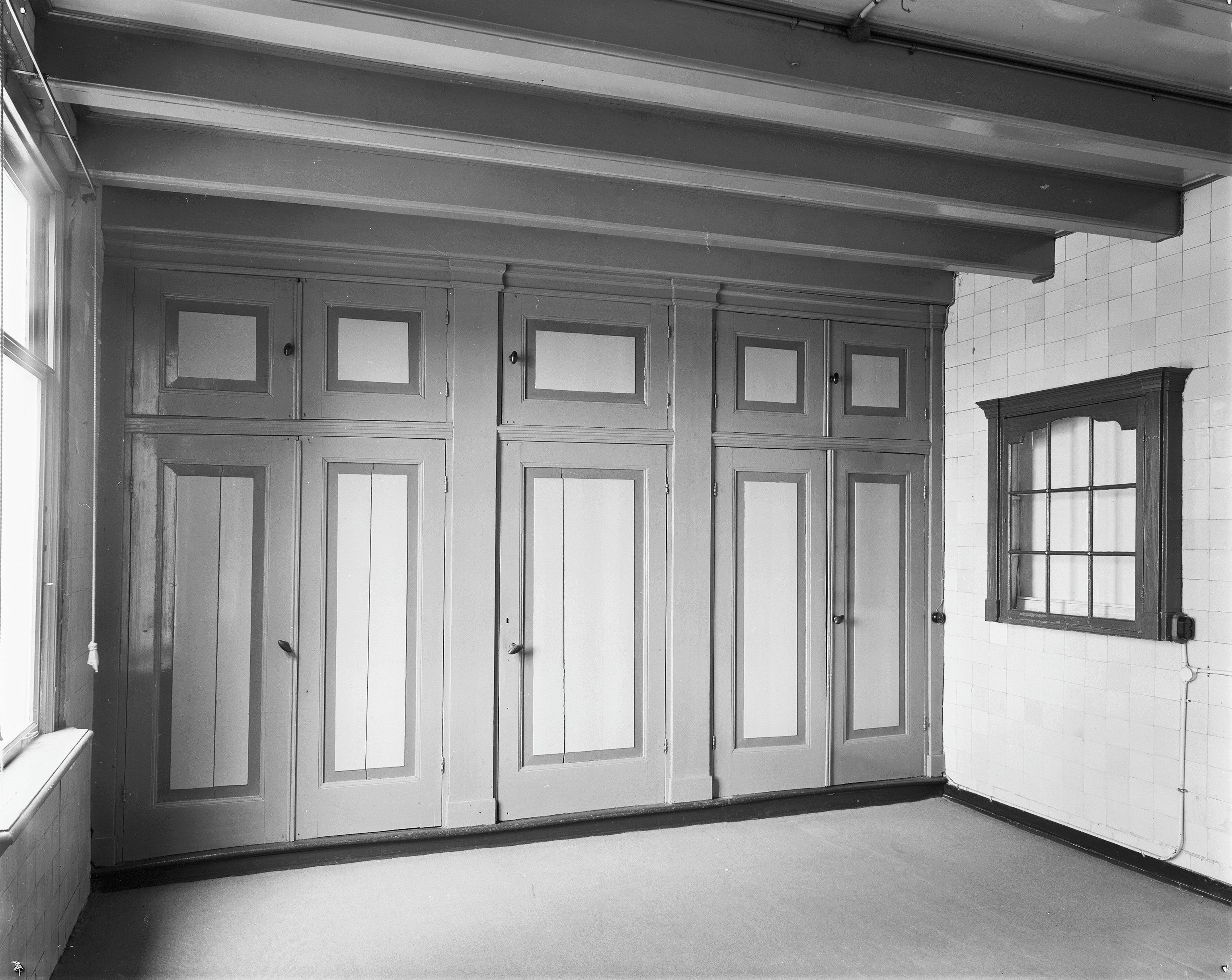
Bedsteewand kamer straatzijde
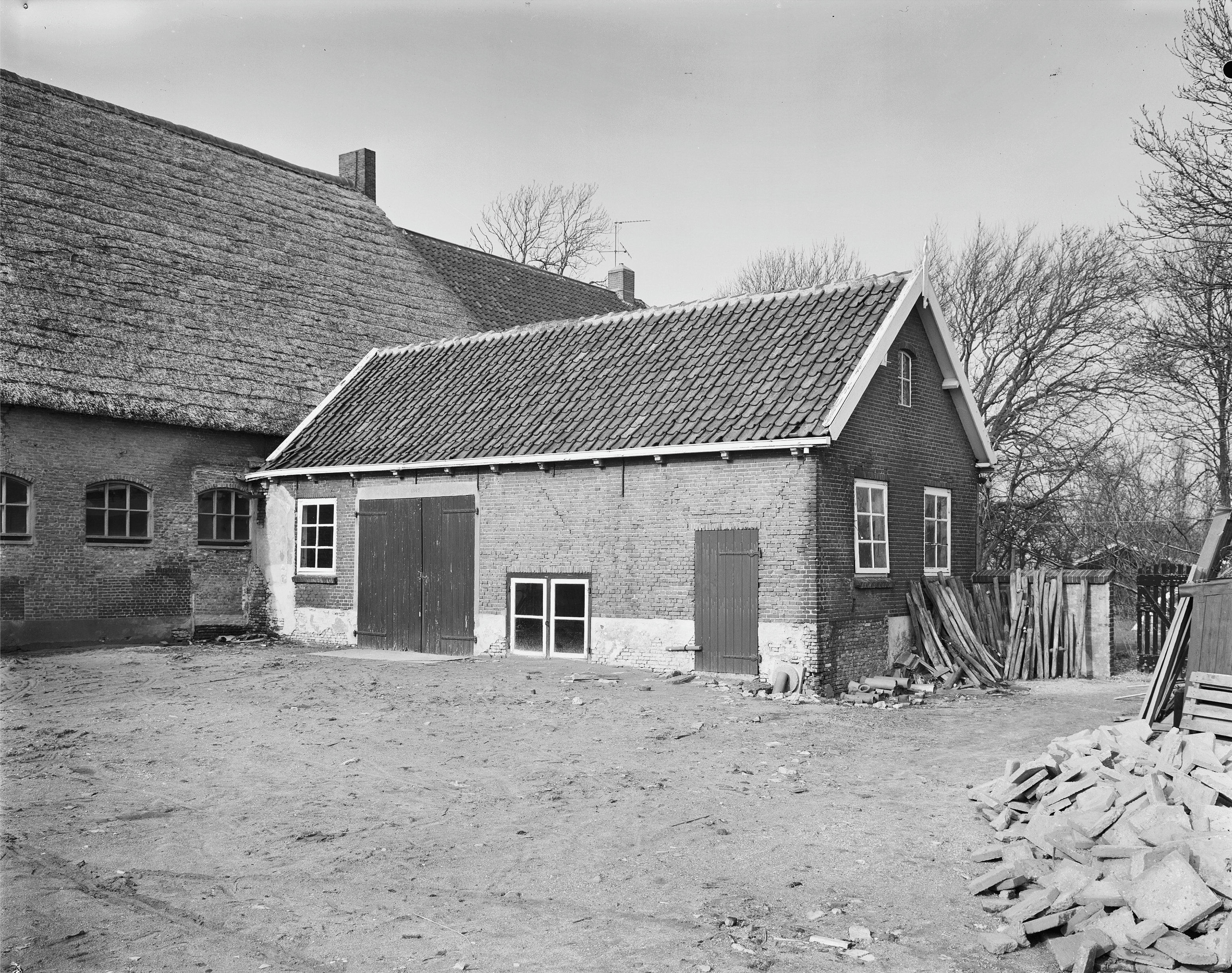
Bijgebouw
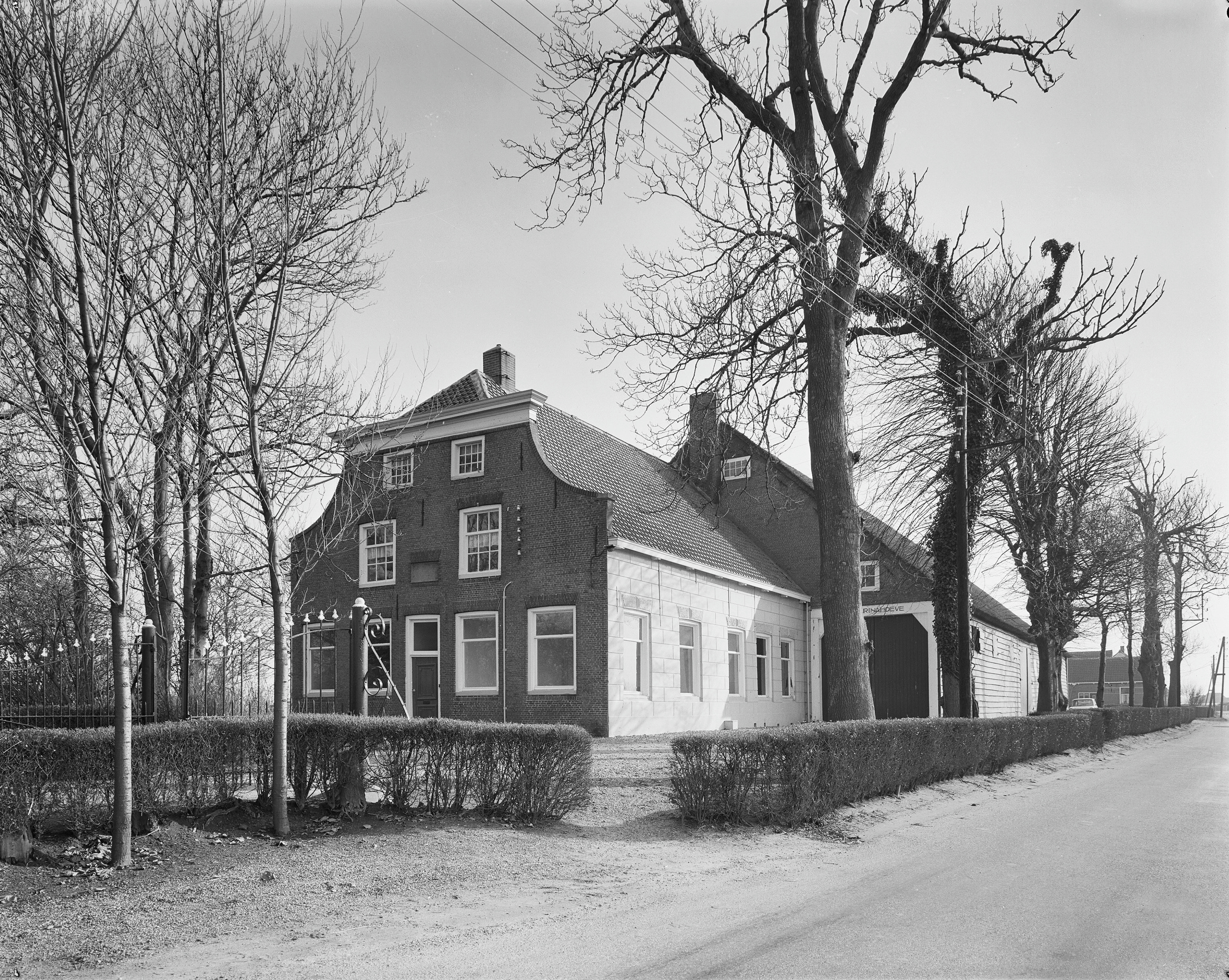
Voorgevel
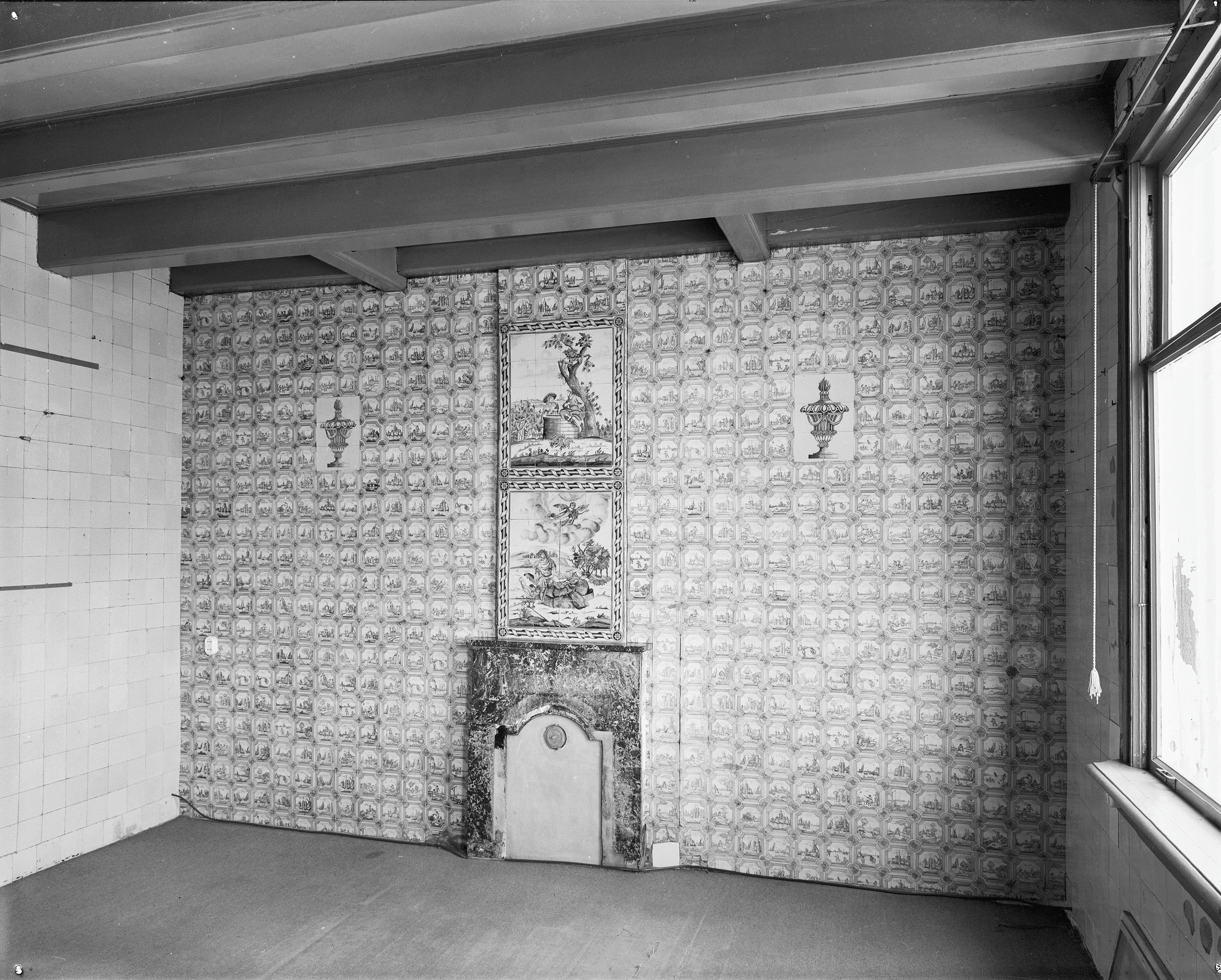
Kamer straatzijde
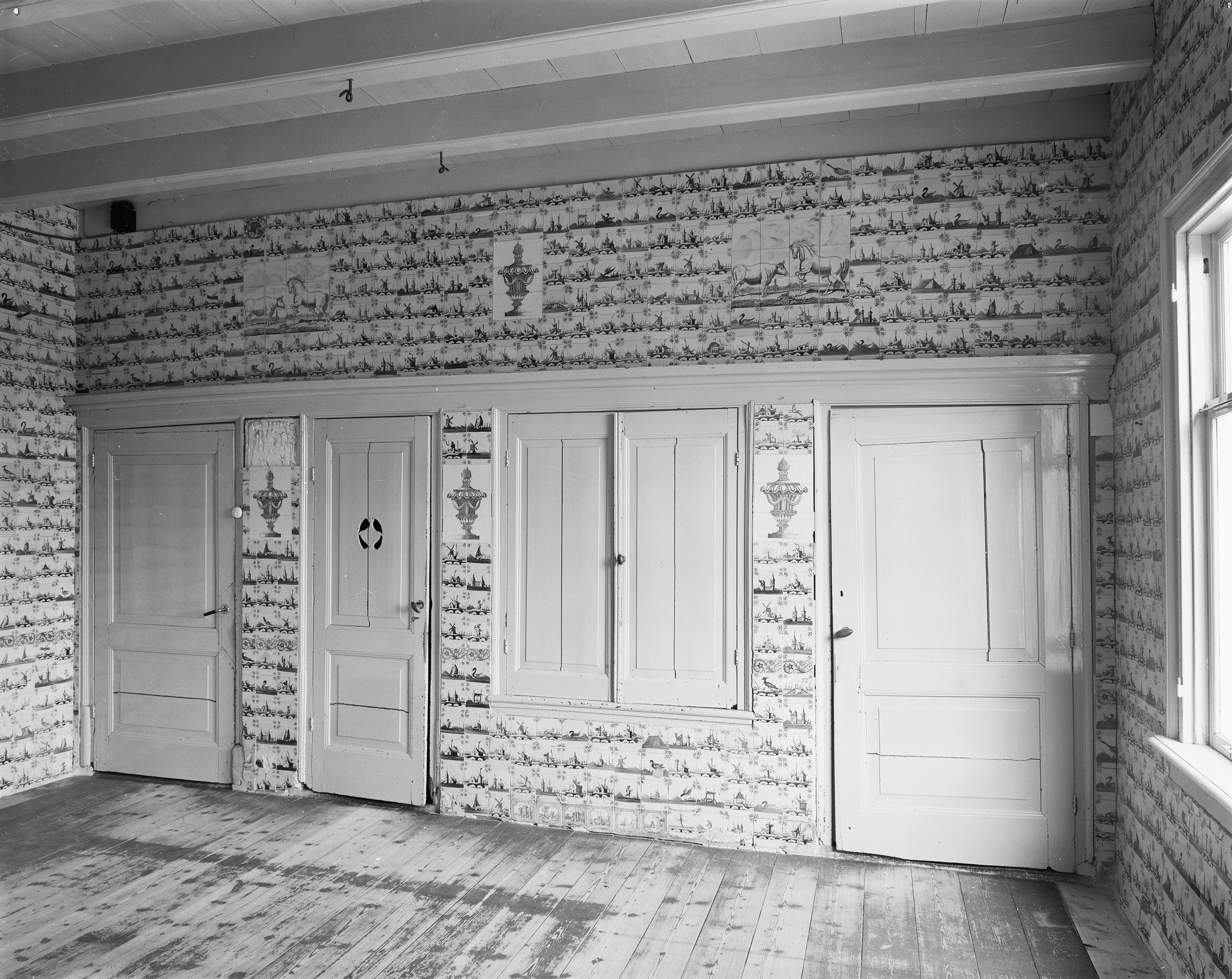
Keukenwand
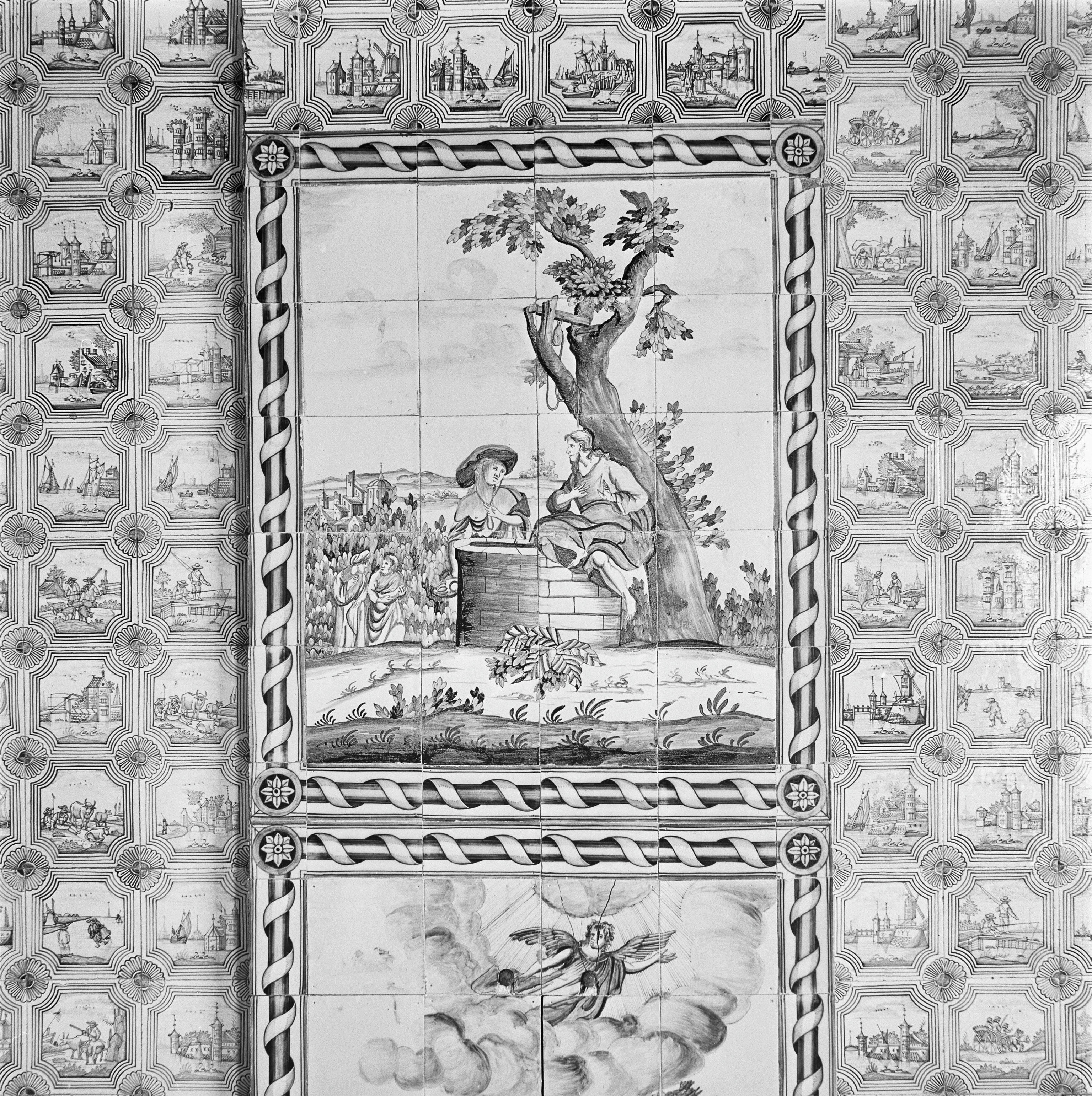
Tableau kamer, straatzijde

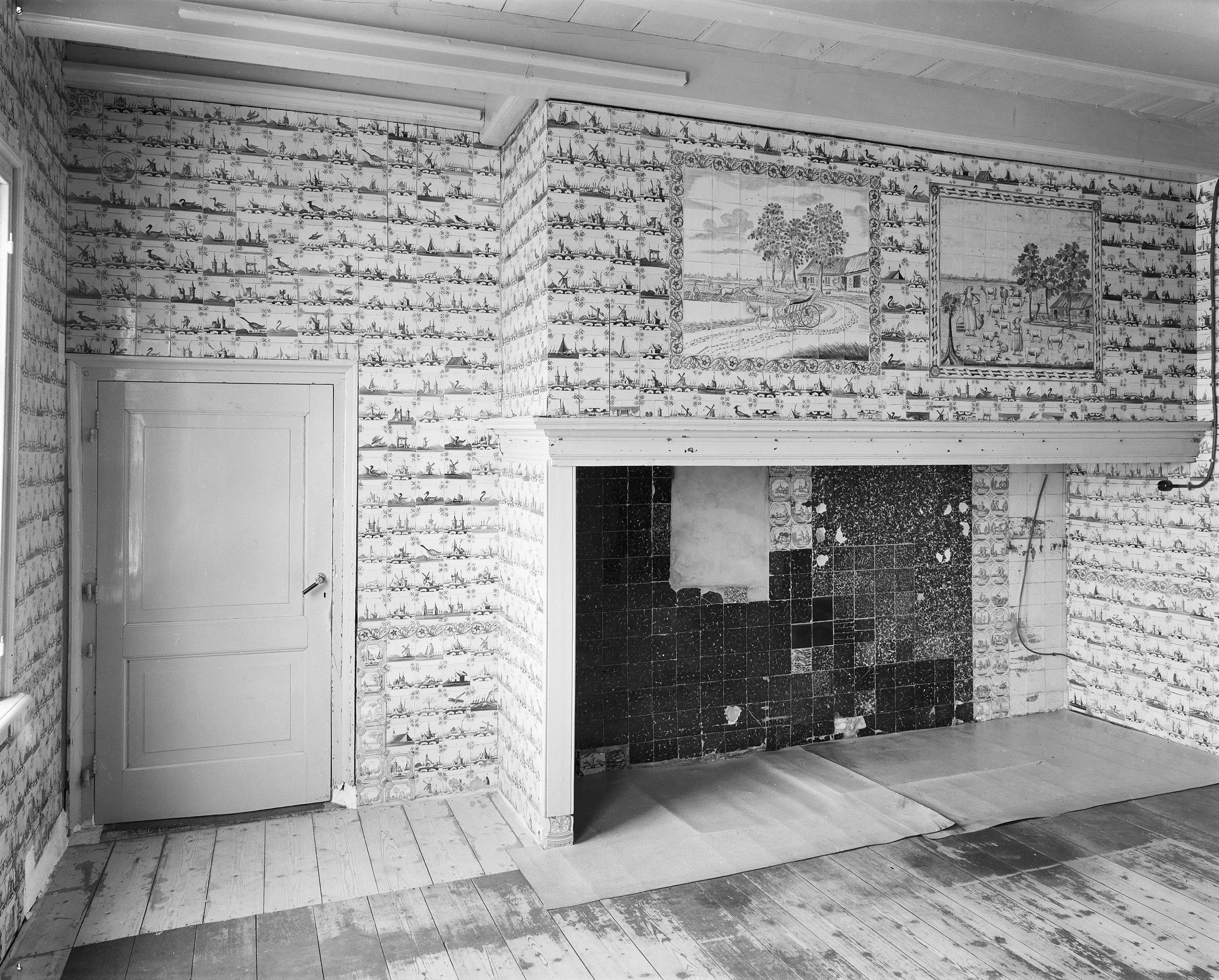
Keukenwand met schouw
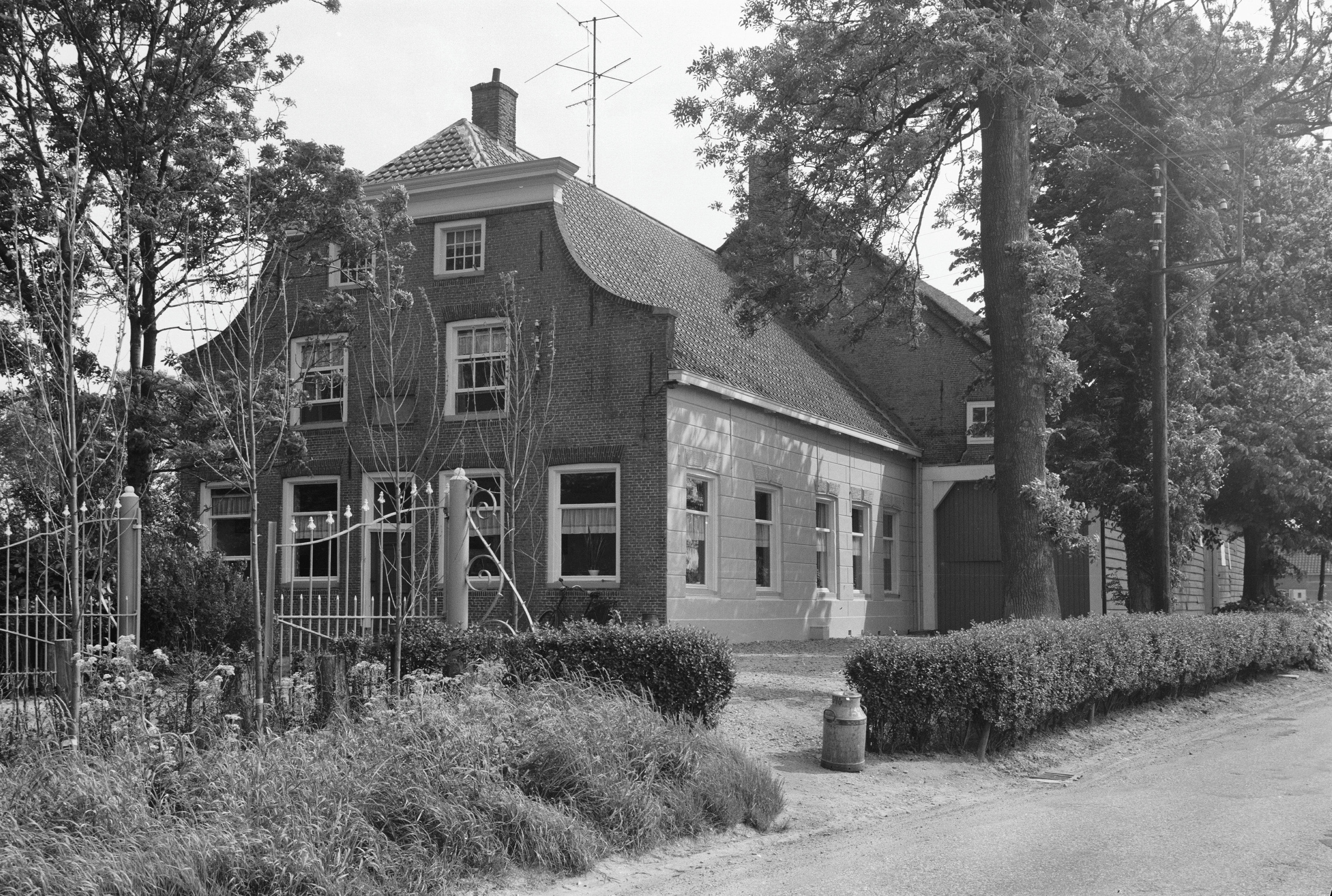
Voorgevel met hek
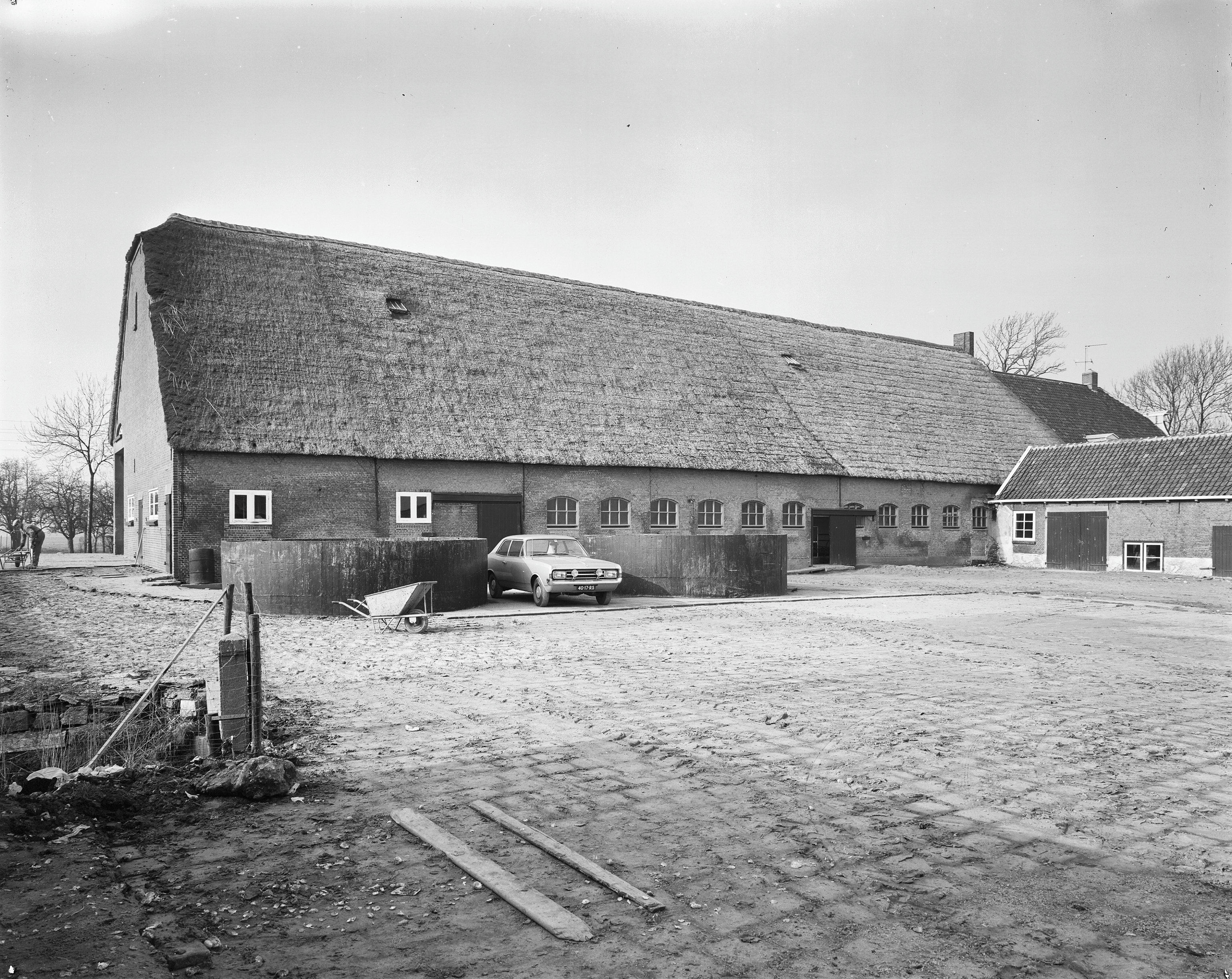
Schuurgedeelte, achterzijde
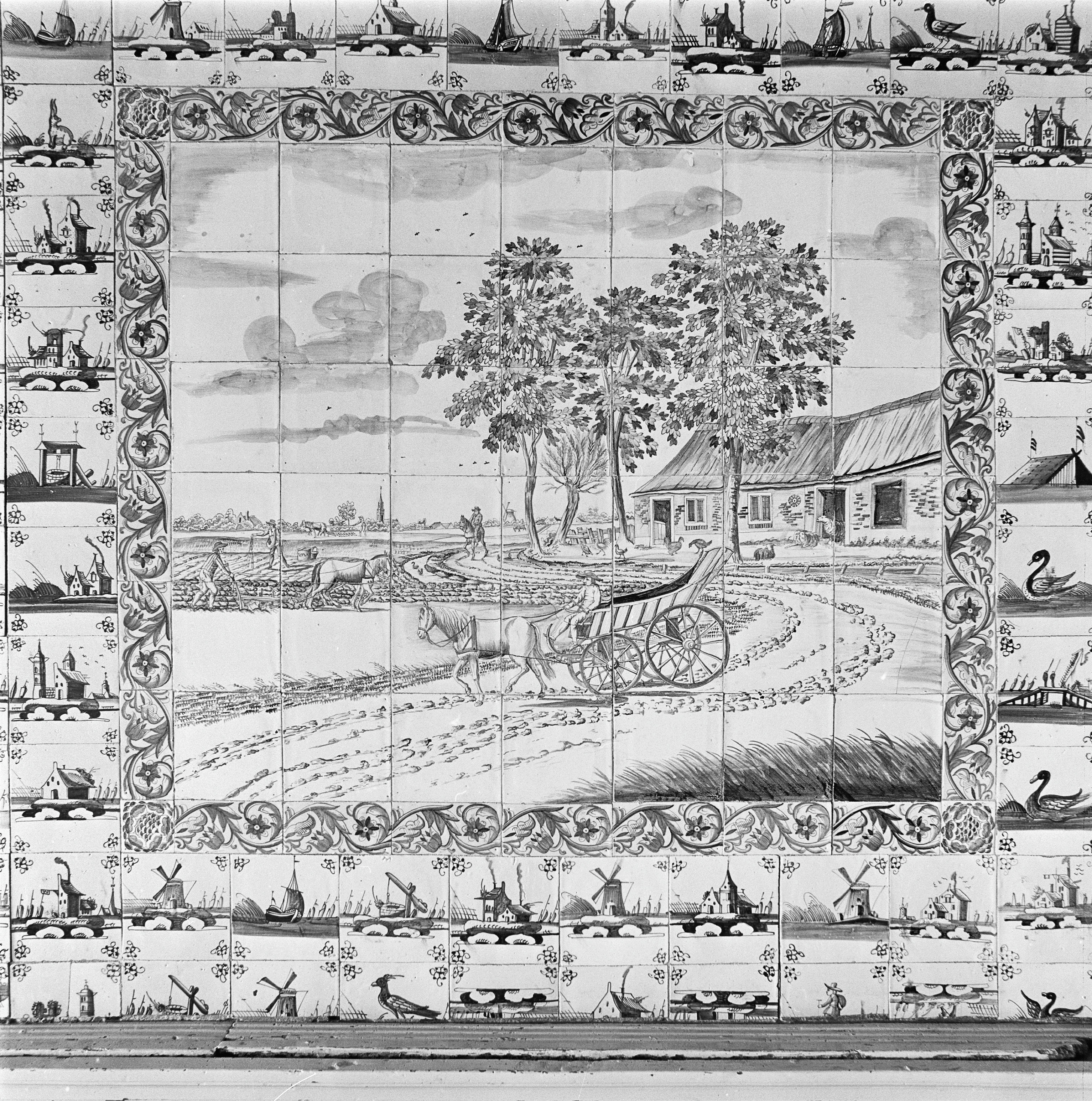
Tableau keuken
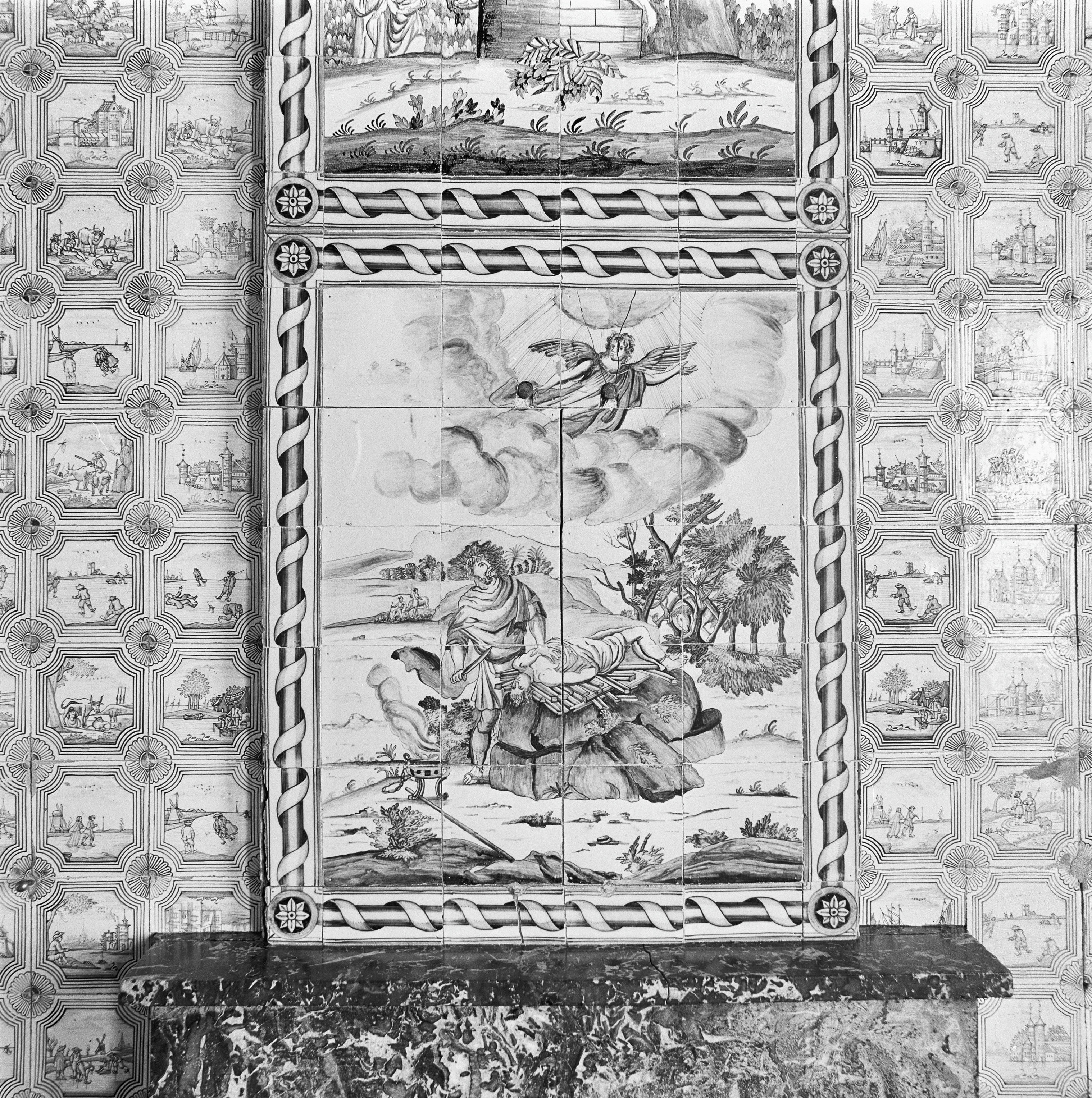
Tableau kamer, straatzijde
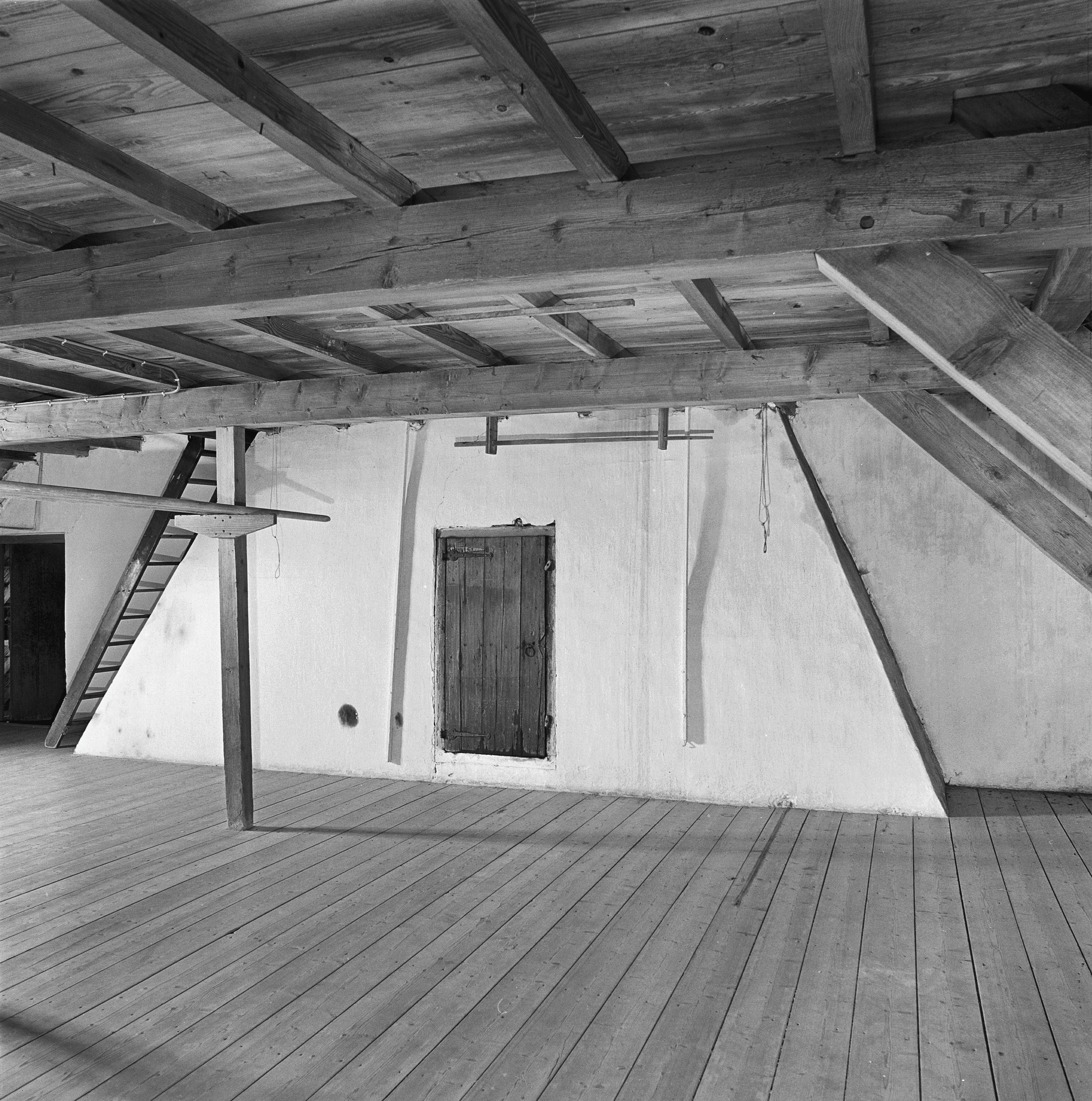
Zolder